# Kyselina kávová
Kyselina kávová je organická sloučenina, která patří mezi hydroxykyseliny. Obsahuje fenolovou i akrylovou funkční skupinu. Nachází se ve všech rostlinách, protože je důležitým meziproduktem v biosyntéze ligninu, jedné z hlavních složek rostlin.

## Výskyt v potravinách
Kyselina kávová se nachází v malém množství (0,03 mg/100 ml) v kávě. Je jedním z hlavních přírodních fenolů v arganovém oleji.
Tato kyselina je obsažena ve velkých množstvích v některých léčivých bylinách, jako jsou mateřídouška, šalvěj lékařská a máta klasnatá (kolem 20 mg/100 g), ve skořici cejlonské a badyáníku pravém (kolem 22 mg/100 g), také v semenech slunečnice (8 mg/100 g), červeném vínu (1,88 mg/100 g) a broskvích (okolo 1 mg/100 g). Velmi velká množství se nacházejí v arónii černoplodé (1418 mg/100 g) a v yerba maté (150 mg/100 g). Kyselina kávová je také přítomna v ječném a žitném zrnu.

## Metabolismus

### Biosyntéza
Kyselina kávová je v organismech syntetizována hydroxylací kumaroylesteru kyseliny chinové (esterifikována alkoholem s postranním řetězcem). Touto reakcí vznikne ester kyseliny kávové a kyseliny šikimové, který je převeden na kyselinu chlorogenovou. Kyselina kávová je prekurzorem kyseliny ferulové, koniferylalkoholu a sinapylalkoholu, které jsou významnými součástmi ligninu.
Kyselina kávová a její fenethylester se vytvářejí v mnoha druzích rostlin.

### Biodegradace
Kyselina kávová je enzymem kafeát 3,4-dioxygenázou přeměněna na 3-(2-karboxyethenyl)-cis,cis-mukonát.

## Farmakologie
Kyselina kávová je antioxidant in vitro a také in vivo. Má rovněž imunomodulační a protizánětlivé účinky. Překonává ostatní antioxidanty tím, že snižuje tvorbu aflatoxinu o více než 95 %.
Kyselina kávová je náchylná k samovolné oxidaci na vzduchu, čemuž zabraňují glutathionové a thiolové sloučeniny (cystein, kyselina thioglykolová a thiokresol) a také kyselina askorbová. Oxidací kyseliny kávové v kyselém prostředí za použití jodistanu sodného dochází k tvorbě dimerů s furanovou strukturou (izomerů kyseliny 2,5-(3′,4′-dihydroxyfenyl)tetrahydrofuran-3,4-dikarboxylové). Kyselinu kávovou lze rovněž polymerizovat použitím avidin-peroxidáza/H2O2 oxidačního systému.

## Izomery
- Kyselina umbelová (2,4-dihydroxyskořicová)
- Kyselina 2,3-dihydroxyskořicová
- Kyselina 2,5-dihydroxyskořicová